# 金哲範
金哲範（朝鮮文：김철범；英文：Kim Chol-Bom；1994年7月16日—），朝鮮足球運動員，入選過 朝鲜国家少年足球队、朝鲜国家青年足球队、朝鮮國家奧運足球隊及朝鮮國家足球隊。曾經效力於朝鮮足球聯賽球會小白水體育團，現在效力4.25體育團。

## 簡歷
金哲范在2013年首次入選朝鮮國家足球隊參加泰王盃賽事，並在對瑞典國家足球隊賽事以正選身分上陣，但此比賽不獲國際足協承認為國際A級賽事。2016年，對伊拉克國家足球隊中首次正選上陣，其比賽最後以1比1打和。之後，更參與了2017年東亞足球錦標賽外圍賽第二圈，協助朝鮮奪得第二圈資格賽冠軍並取得決賽席位。2018年參與了東亞足球錦標賽外圍賽第二圈，但得球差負給香港足球代表隊，不能成功獲得資格賽冠軍而取得決賽出線席位。
此前，曾代表朝鮮國家少年足球隊參加2010年亞足聯U16少年錦標賽，更協助朝鮮奪得首個亞足聯U16少年錦標賽冠軍，其後參加了2011年U17世界盃足球賽。之後，代表朝鮮國家青年足球隊參加2012年濰坊杯足球賽，在決賽對西班牙球會維拉利爾中負給對方而獲得亞軍，之後參加2012年亞足聯U19青年錦標賽，在分組賽對烏茲別克國家青年足球隊中負給對方，沒能成功晉級準決賽。
另外，2014年入選了朝鮮國家奧運足球隊參加了2014年亞洲運動會足球比賽，而朝鮮國家奧運足球隊在該屆首次進入四強，在金牌戰加時賽被韓國國家奧運足球隊絕殺，獲得銀牌。2016年再代表朝鮮參加2016年亞足聯U23錦標賽，在分組賽對沙特阿拉伯國家奧運足球隊和泰國國家奧運足球隊中先後打平對方，以得失球差晉級半準決賽，及後在半準決賽對卡塔爾國家奧運足球隊中於加時賽負給對方，沒能成功晉級準決賽。
2018年以超齡身分入選朝鮮國家奧運足球隊參與2018年亞洲運動會足球比賽，在八強賽事對阿聯國家奧運足球隊中互射點球負給對方沒能晉後準決賽。
金哲範除了代表國家隊參與賽事外，還代表所屬球會4.25體育團參與2017年亞洲足協盃，並在分組賽賽事中上陣，協助球會晉級跨區準決賽。2018年，代表所屬球會4.25體育團參與2018年亞洲足協盃，先後在分組賽和淘汰賽中上陣，但對土庫曼超級足球聯賽球會阿恩艾沙的跨區決賽中落敗而未能晉級。

## 職業生涯統計
| 球會表現 | 球會表現 | 球會表現          | 聯賽 | 聯賽 | 足總盃 | 足總盃 | 聯賽盃 | 聯賽盃 | 洲際賽 | 洲際賽 | 總數 | 總數 |
| 球季     | 球會     | 聯賽              | 出場 | 入球 | 出場   | 入球   | 出場   | 入球   | 出場   | 入球   | 出場 | 入球 |
| 北韓     | 北韓     | 北韓              | 聯賽 | 聯賽 |        |        |        |        | 亚洲赛 | 亚洲赛 | 總數 | 總數 |
| -------- | -------- | ----------------- | ---- | ---- | ------ | ------ | ------ | ------ | ------ | ------ | ---- | ---- |
| 2011     | 小白水   | 朝鮮足球聯賽 甲級 | ?    | ?    | –      | –      | N/A    | N/A    | –      | –      | ?    | ?    |
| 2012     | 小白水   | 朝鮮足球聯賽 甲級 | ?    | ?    | –      | –      | N/A    | N/A    | –      | –      | ?    | ?    |
| 2013     | 小白水   | 朝鮮足球聯賽 甲級 | ?    | ?    | –      | –      | N/A    | N/A    | –      | –      | ?    | ?    |
| 2014     | 小白水   | 朝鮮足球聯賽 甲級 | ?    | ?    | –      | –      | N/A    | N/A    | –      | –      | ?    | ?    |
| 2015     | 小白水   | 朝鮮足球聯賽 甲級 | ?    | ?    | –      | –      | N/A    | N/A    | –      | –      | ?    | ?    |
| 2016     | 小白水   | 朝鮮足球聯賽 甲級 | ?    | ?    | –      | –      | N/A    | N/A    | –      | –      | ?    | ?    |
| 2017     | 4.25     | 朝鮮足球聯賽 甲級 | ?    | ?    | –      | –      | N/A    | N/A    | 5      | 0      | ?    | ?    |
| 2017–18  | 4.25     | 朝鮮足球聯賽 甲級 | ?    | ?    | –      | –      | N/A    | N/A    | 3      | 0      | ?    | ?    |
| 總和     | 北韓     | 北韓              | ?    | ?    | –      | –      | N/A    | N/A    | 8      | 0      | ?    | ?    |

## 榮譽

### 國家隊
朝鮮
- 東亞足球錦標賽外圍賽第二圈冠軍：2016年；

朝鮮U-17
- 亞足聯U16少年錦標賽冠軍：2010年；

### 球會
4.25體育團
- 朝鮮足球甲組聯賽冠軍（2）：2017年、2017–18年；
- 白頭山獎運動會冠軍：2017年；

## 連接
- 金哲範在 National-Football-Teams.com 上的出场纪录
- Chol-Bom Kim - Soccerway （页面存档备份，存于） （英文）